# Gabriel de Sousa Filgueiras
Gabriel de Sousa Filgueiras (17?? - Rio Negro, 7 de Setembro de 1761) foi um militar e administrador colonial português.
Oficial experiente, foi comandante militar da Capitania do Grão-Pará, tendo sido encarregado por Francisco Xavier de Mendonça Furtado das negociações com os Espanhóis na fronteira do rio Negro, quando das demarcações decorrentes do Tratado de Madrid (1750). Nessa função, conheceu bem tanto aquele rio como o Solimões, tendo excelente folha de serviços.
Foi nomeado governador da Capitania de São José do Rio Negro a 12 de Abril de 1760, tendo exercido essas funções de 25 de Dezembro de 1760 até à data de seu falecimento, a 7 de Setembro do ano seguinte.
No exercício de suas funções restabeleceu os povoados de Lamalonga, Moreira e a vila de Tomar, ainda abalados pela rebelião dos indígenas de 1757. Para Barcelos, projectou uma nova Igreja, assim como o edifício da Casa da Câmara e Cadeia.
Faleceu vítima de doença contraída em suas viagens pela região do alto rio Negro. Foi sepultado na capela-mor da primitiva Igreja Matriz de Barcelos.